# La spia che viene dal mare
La spia che viene dal mare è un film giallo del 1966, diretto da Lamberto Benvenuti.

## Trama
I servizi segreti americani temono che il loro connazionale, dott. Lindstrom, possa subire un attentato durante un imminente convegno scientifico che si terrà a Ginevra. Dopo varie indagini i servizi segreti scoprono che il covo criminale potrebbe soggiornare nella Repubblica di San Marino e, proprio per questo, inviano in Italia l'agente Pentis. Quest'ultimo, con l'aiuto di una collega, spacciatasi per turista, scoprirà che il covo criminale è guidato da Albert, dal dott. Benitez (finto organista) e da Madame Line, direttrice di una casa di moda. La vicenda si sposta ben presto su Venezia e poi su Ginevra. Ovviamente, alla fine, i cattivi periranno.